# Aarhus Universitetshospital, Århus Sygehus
Aarhus Universitetshospital, Århus Sygehus blev dannet 1. januar 2007 ved en sammenlægning af Århus Kommunehospital, Århus Amtssygehus, Marselisborg Hospital og Samsø Sygehus. De fire  fortsatte dog nogle år,  men Århus Kommunehospital blev en del af Skejby Sygehus i 2019, og bygningerne nu overtaget af Aarhus Universitet.
- Marselisborg Hospital rummer nu MarselisborgCentret der er et samarbejde mellem Aarhus Kommune og Region Midtjylland, der er et centerfor samarbejde  mellem offentlige og private organisationer, samt institutioner fra sundheds-, social- og beskæftigelsesområdet.

- Samsø Sygehus er omdannet til Samsø Sundheds- og Akuthus.

- Området med det tidligere Århus Amtssygehus  skal udvikles til et nyt og attraktivt bykvarter.[2]

Århus Sygehus er en del af Aarhus Universitetshospital, mens sygehusets officielle navn fra 1. januar 2004 blot var Århus Sygehus.
Sammen med Skejby Sygehus udgør Århus Sygehus det lokale sygehus for Aarhus og omegn. Der arbejdes i øjeblikket på at gennemføre et af landets største sygehusbyggeri nogensinde, idet hele Århus Sygehus skal flyttes ud i nye bygninger på Skejby Sygehus.
Pr. 21. maj 2005 råder sygehuset over ca. 900 hospitalssenge fordelt på 20 afdelinger.
1. januar 2011 fusioneredes Aarhus sygehus og Skejby Sygehus til Aarhus Universitetshospital.